# Німеччина на зимових Паралімпійських іграх 2014
Німеччина на зимових Паралімпійських іграх 2014 у Сочі, Росія, була представлена 13 спортсменами у всіх видах спорту. У неофіційному медальному заліку німецька збірна зайняла друге місце, здобувши 9 золотих, 5 срібних і 1 бронзову медаль (всього — 15).

## Медалі
| Золото |                   |                                                 |            |
| №      | Спортсмени        | Вид спорту, дисципліна                          | Дата       |
| 1      | Анна Шаффельгубер | Гірськолижний спорт, швидкісний спуск, сидячи   | 8 березня  |
| 2      | Андреа Ескау      | Біатлон, 6 км, сидячи                           | 8 березня  |
| 3      | Анна Шаффельгубер | Гірськолижний спорт, супергігант, сидячи        | 10 березня |
| 4      | Аня Вікер         | Біатлон, 10 км, сидячи                          | 11 березня |
| 5      | Андреа Ротфус     | Гірськолижний спорт, слалом, стоячи             | 12 березня |
| 6      | Анна Шаффельгубер | Гірськолижний спорт, слалом, сидячи             | 12 березня |
| 7      | Анна Шаффельгубер | Гірськолижний спорт, суперкомбінація, сидячи    | 14 березня |
| 8      | Андреа Ескау      | Лижні перегони, 5 км, сидячи                    | 16 березня |
| 9      | Анна Шаффельгубер | Гірськолижний спорт, гігантський слалом, сидячи | 16 березня |
| Срібло |                   |                                                 |            |
| №      | Спортсмени        | Вид спорту, дисципліна                          | Дата       |
| 1      | Анна-Лена Форстер | Гірськолижний спорт, слалом, сидячи             | 12 березня |
| 2      | Аня Вікер         | Біатлон, 12,5 км, сидячи                        | 14 березня |
| 3      | Андреа Ротфус     | Гірськолижний спорт, суперкомбінація, стоячи    | 14 березня |
| 4      | Анна-Лена Форстер | Гірськолижний спорт, суперкомбінація, сидячи    | 14 березня |
| 5      | Андреа Ротфус     | Гірськолижний спорт, гігантський слалом, стоячи | 16 березня |
| Бронза |                   |                                                 |            |
| №      | Спортсмени        | Вид спорту, дисципліна                          | Дата       |
| 1      | Анна-Лена Форстер | Гірськолижний спорт, гігантський слалом, сидячи | 16 березня |